# Hořepník (rod)
Hořepník (Exacum) je rod rostlin z čeledi hořcovité. Jsou to převážně jednoleté byliny s jednoduchými listy a čtyř nebo pětičetnými květy. Rod zahrnuje asi 64 druhů. Je rozšířen zejména na Madagaskaru a Srí Lance. Hořepník pomezní je pěstován jako pokojová rostlina.

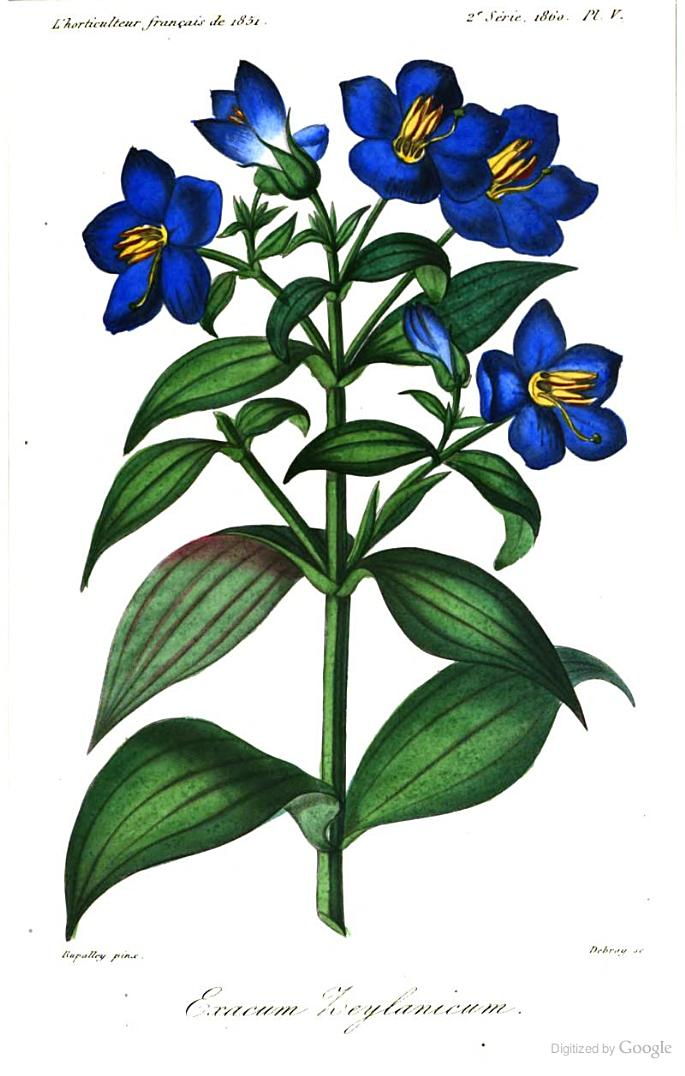
Hořepník Exacum trinervium na kresbě z 19. století

## Popis
Hořepníky jsou jednoleté nebo řidčeji krátce vytrvalé byliny s lysými větvenými lodyhami. Listy jsou jednoduché, vstřícné. Květy čtyř nebo pětičetné, uspořádané ve vrcholových nebo úžlabních latovitých vrcholících. Kalich je členěný téměř až k bázi. Koruna je kolovitá, s laloky delšími než korunní trubka. Tyčinky jsou přirostlé v korunní trubce. Semeník je srostlý ze 2 plodolistů a obsahuje 2 komůrky. Plodem je mnohasemenná tobolka (plod) pukající 2 chlopněmi.

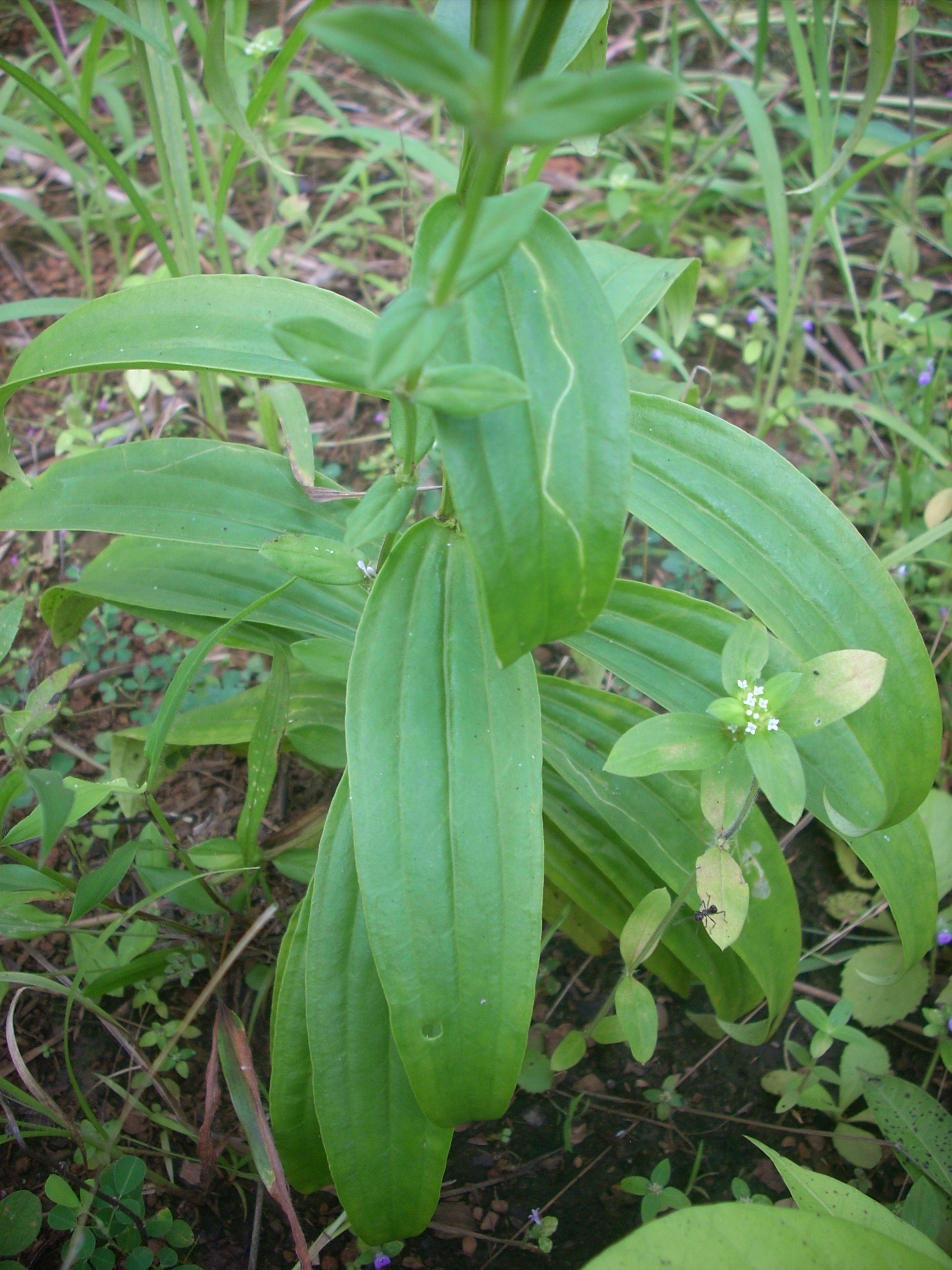
Listy hořepníku z Indie
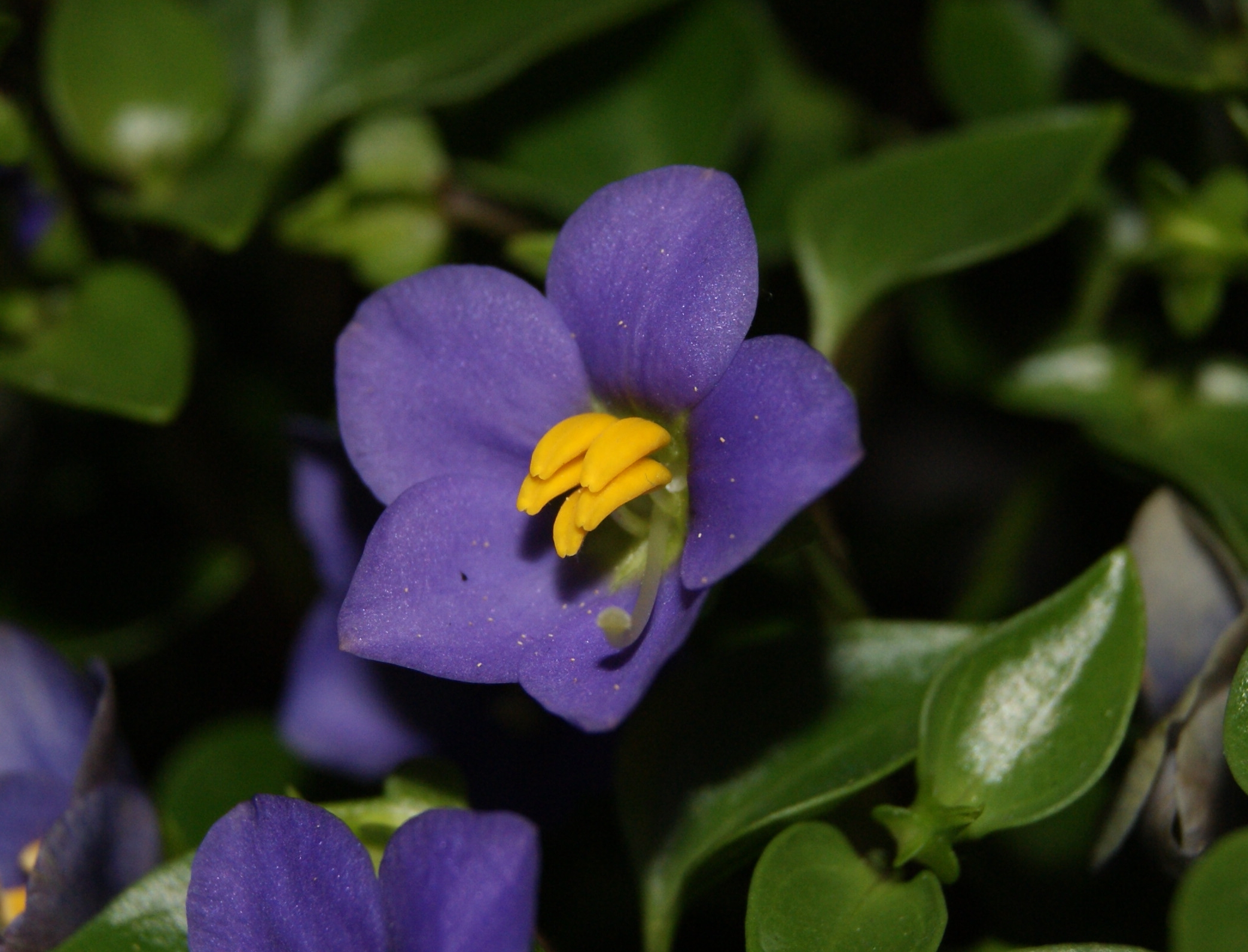
Květ hořepníku pomezního
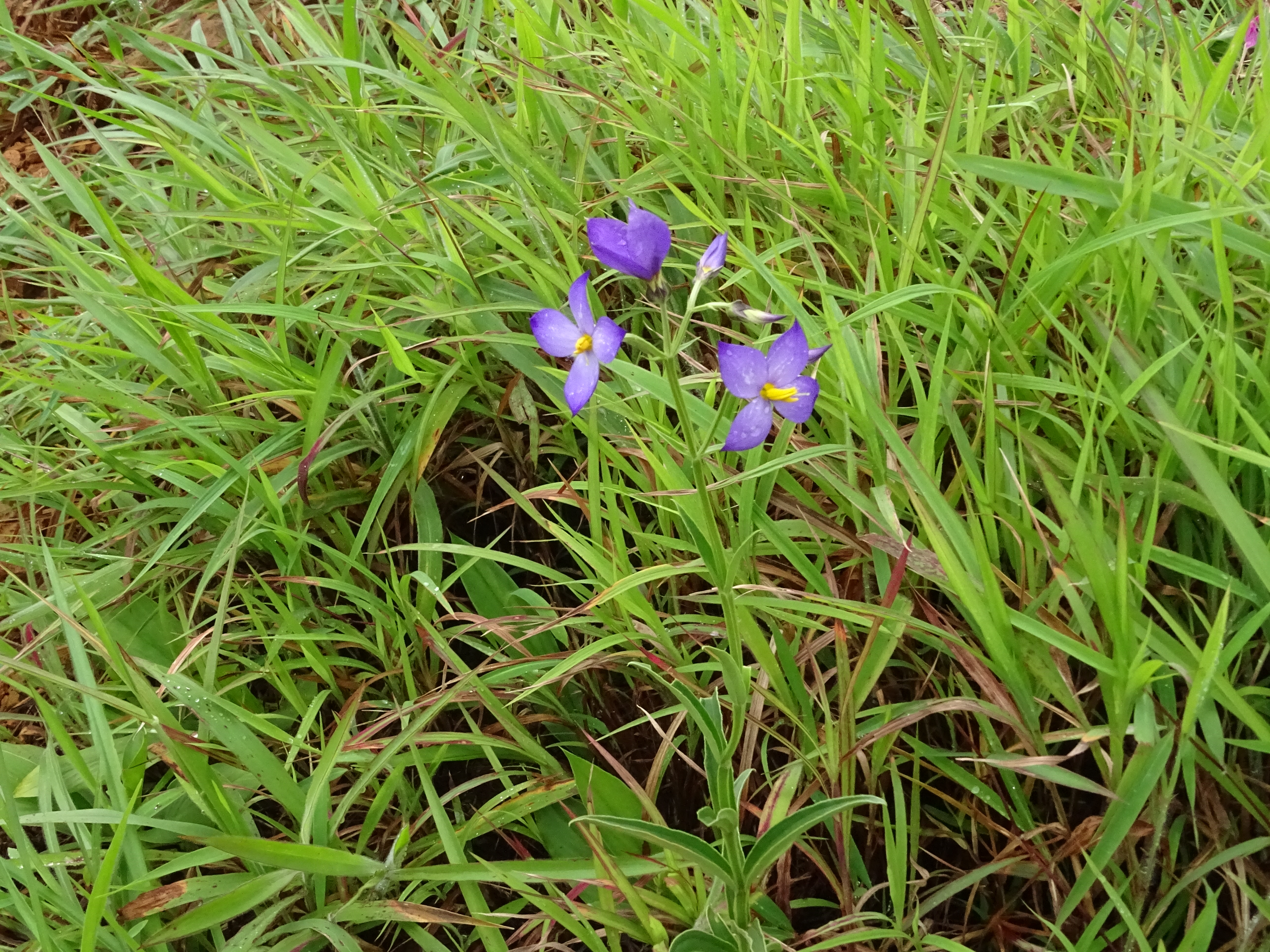
Hořepník Exacum tetragonum

## Rozšíření
Rod zahrnuje asi 64 druhů. Je rozšířen v tropické subsaharské Africe, Arábii, Madagaskaru a tropické a subtropické Asii a Austrálii. Největší počet druhů roste na Madagaskaru (38 endemických druhů) a na Srí Lance a přilehlé oblasti jižní Indie (17 druhů, z toho 14 endemických). V tropické Africe rostou 2 druhy, z toho jeden (E. oldenlandioides) má rozsáhlý areál a druhý je endemitem pohoří Shire v Malawi. V jižní části Arabského poloostrova (včetně souostroví Sokotra) rostou 3 druhy, v Asii od Himálají po jihovýchodní Asii 7 druhů, z toho 1 (E. tetragonum) zasahuje až do nejsevernějšího cípu Austrálie. V Evropě žádný zástupce neroste.

## Taxonomie
Rod Exacum je v rámci čeledi hořcovité řazen do tribu Exaceae. Podle výsledků molekulárních studií jsou nejblíže příbuznými skupinami rody Ornichia a Klackenbergia.

## Zástupci
- Hořepník pomezní (Exacum affine)

## Význam

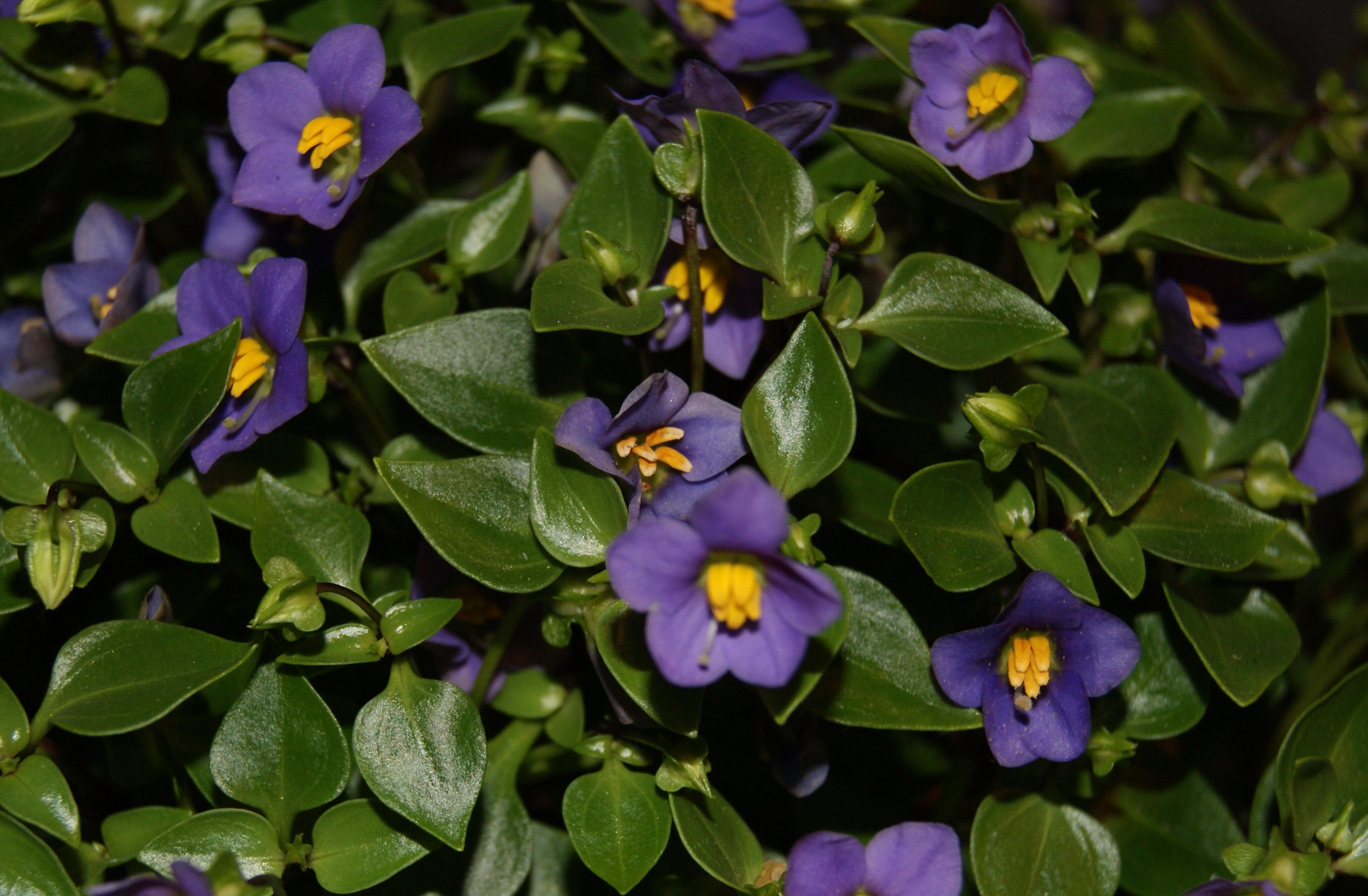
Hořepník pomezní

Hořepník pomezní (Exacum affine) je pěstován jako pokojová rostlina, ve vlhkých tropech a subtropech pak i jako půdopokryvná venkovní rostlina. Byly vypěstovány četné okrasné kultivary. Druh pochází z ostrova Sokotra. Kvete na jaře a v létě a po odkvětu většinou odumírá. Vyžaduje vlhkou ale propustnou půdu a dostatek světla bez přímého slunce.